# Koningsparadijsvogel
De koningsparadijsvogel (Cicinnurus regius) is een zangvogel uit de familie Paradisaeidae (paradijsvogels). De wetenschappelijke naam van de soort werd in 1758 als Paradisaea regia gepubliceerd door Carl Linnaeus. Het is een endemische vogelsoort uit Nieuw-Guinea.

## Kenmerken
De koningsparadijsvogel is een vogel van ongeveer 16 cm, waarvan het mannetje uitbundig gekleurd is. Deze heeft een witte buik, een robijnrood verenkleed, helderblauwe poten en donkere pluimen met een groen uiteinde op zijn schouders. Zijn liervormige staart is versierd met twee verlengde staartveren met aan het uiteinde twee smaragdgroene ronde veren. De staart is erg kort. Het vrouwtje is bruin en vanonder gestreept met lichtgeel. Het vrouwtje lijkt op het vrouwtje van de geelkraagparadijsvogel (Diphyllodes magnificus).

## Voorkomen en leefgebied
De koningsparadijsvogel komt voor in heel Nieuw-Guinea en de omliggende Aru-eilanden, Misool, Salawati en Japen. De vogels leven in bossen en aan bosranden in heuvel- en laagland op een hoogte van 0 tot 300 m boven de zeespiegel (zelden ook tot 850 m).
Er worden twee ondersoorten onderscheiden:
- C. r. regius: zuidelijk Nieuw-Guinea, de Raja Ampat-eilanden en de Aru-eilanden.
- C. r. coccineifrons: noordelijk, centraal en oostelijk Nieuw-Guinea en Japen.

## Gedrag
Koningsparadijsvogels eten vruchten en geleedpotigen. De vogel wordt vaak waargenomen in kleine, gemengde groepjes van vogelsoorten die gemeenschappelijk foerageren.
Het mannetje voert een opvallende dans uit op een liggende tak om het vrouwtje te lokken; hierbij zwaait hij met zijn staart en zet zijn witte buikveren op totdat het een pluizeballetje lijkt; Hij hangt ook ondersteboven en trilt met zijn vleugels. Het nest wordt gebouwd in een hol in een boom. Het is de enige soort binnen de paradijsvogels die zijn nest op een dergelijke plaats bouwt. Het wijfje broedt de twee eieren in twaalf dagen uit.

## Status
De grootte van de populatie is niet gekwantificeerd maar de soort wordt omschreven als algemeen. Op de Rode lijst van de IUCN heeft deze soort de status niet bedreigd.